# Mein Herz brennt
Mein Herz brennt "(germană pentru" Inima mea arde ") este o melodie a trupei germane Neue Deutsche Härte Rammstein. Melodia a apărut pentru prima oară ca piesa de deschidere a celui de-al treilea album de studio al trupei, Mutter (2001), și a fost folosită ca deschidere piesă pentru concerte în acea epocă. A apărut și pe albumul cu cele mai mari hituri al trupei Made in Germany 1995–2011 (2011), fiind singura piesă de pe album care, la momentul lansării, nu fusese lansată ca single sau un videoclip muzical. Piesa a fost lansată ca single în 2012 pentru a promova următoarea colecție de videoclipuri Videoclipuri 1995–2012. O versiune pentru pian a melodiei a fost lansată ca single la 7 decembrie 2012.
Versurile melodiei implică un narator care descrie teroarea coșmarurilor. Linia de deschidere a intro-ului și refrenului melodiei (Nun, liebe Kinder, gebt fein Acht. Ich habe euch etwas mitgebracht, adică „Acum, dragi copii, fiți atenți. Am adus ceva pentru voi”) este preluată de la televizorul german pentru copii. spectacolul Sandmännchen („Domnul Sandman”), care le-a oferit copiilor o poveste de culcare. Naratorul piesei apare ca o versiune mai întunecată a personajului.
| "Mein Herz brennt"                                                            | "Mein Herz brennt"                                                                                        |                      |
| ----------------------------------------------------------------------------- | --- | -------------------- |
|                                                                               | |                      |
| Single de Rammstein                                                           | |                      |
| din albumul Mutter                                                            | |                      |
| B-side                                                                        | - "Gib mir deine Augen" - remixes                                                                         |                      |
| Lansat                                                                        | 7 Decembrie 2012 (piano version), 14 Decembrie 2012 (original version)                                    |                      |
| Înregistrat                                                                   | Mai and Iunie 2000                                                                                        |                      |
| Studio                                                                        | Studio Miraval, Correns, Franța                                                                           |                      |
| Gen                                                                           | - Neue Deutsche Härte - symphonic metal                                                                   |                      |
| Lungime                                                                       | 4:39 |                      |
| Label                                                                         | Universal                                                                                                 |                      |
| Scriitori                                                                     | - Richard Kruspe - Paul Landers - Till Lindemann - Christian Lorenz - Oliver Riedel - Christoph Schneider |                      |
| Producători                                                                   | - Jacob Hellner - Rammstein                                                                               |                      |
| Single-uri Rammstein                                                          | |                      |
| \| "Mein Land" (2011) \| "Mein Herz brennt" (2012) \| "Deutschland" (2019) \| | |                      |
| "Mein Land" (2011)                                                            | "Mein Herz brennt" (2012)                                                                                 | "Deutschland" (2019) |

### Videoclip Muzical
Au fost produse două videoclipuri separate pentru „Mein Herz brennt”, unul pentru versiunea originală și altul pentru versiunea pentru pian. Ambele au fost filmate în baia principală a Beelitz-Heilstätten și au fost regizate de Zoran Bihać,care anterior a regizat videoclipul pentru „Linkuri 2-3-4”, apoi mai târziu a regizat videoclipurile pentru „Mein Teil” și „Rosenrot”. Bihać a descris relația dintre cele două videoclipuri drept „yin și yang”, versiunea pentru pian fiind cea din urmă.

### Versiune pentru pian
Videoclipul pentru versiunea pentru pian a melodiei a avut premiera pe 7 decembrie 2012  pe Vimeo. Videoclipul îl prezintă pe cântărețul Till Lindemann purtând o rochie neagră și plase de pește, în timp ce poartă și vopsea alb-negru pentru față. Toată baia este roșu deschis, iar în centru este o piscină în formă de „T” care emite lumină. Videoclipul constă din prim-planuri pe Lindemann cântând din spatele piscinei, până când începe al doilea vers, unde începe să meargă până la piciorul piscinei. Pe măsură ce piesa se închide, Lindemann intră în ea și lumina sa dispare. Videoclipul pentru versiunea pentru pian este primul videoclip de la „Mutter” care arată doar Lindemann.

### Versiunea originala
Videoclipul pentru versiunea originală a fost lansat la 14 decembrie 2012.  În acest videoclip, personajul Sandman este interpretat de Melanie Gaydos. Ea apare pentru prima dată unui Richard Kruspe adormit, declanșând coșmaruri și trimițându-l într-o stare de agonie. Între timp, Till terorizează complexul Beelitz-Heilstätten, care acționează ca un orfelinat. Răpește orfanii și îi așează într-o cușcă situată în baia principală. O femeie gardian încearcă să-i apere pe copii cu o pușcă, dar Till o stăpânește. Gardianul apare în videoclip atât tânăr (Viktorija Bojarskaja), cât și bătrân (Anna von Rüden), în timp ce Till rămâne aceeași vârstă, indicând nemurirea și abilitățile paranormale.
În timp ce păzește orfanii, Till ia o formă grotescă, asemănătoare insectelor, cu capul și degetele alungite. Copiii sunt apoi folosiți în diferite examinări și intervenții chirurgicale, cu restul formației care joacă doctorii. De asemenea, femeia gardiană este văzută ajutându-i în forma ei mai tânără. Una dintre operații vede lacrimile unui copil extrase printr-o seringă, care este apoi injectată vaginal de Sandman. Sandman este, de asemenea, supus examinărilor medicilor, deoarece Paul H. Landers este văzut făcându-i un examen ginecologic.
Ulterior, ea merge într-o rochie care protejează doi copii mici, indicând eventual că lacrimile sunt implicate într-o formă de fertilizare in vitro. În timp ce Till este departe de baia principală, copiii (descriși de restul formației ca adulți dezordinați) scapă din cușca lor și din orfelinat. Acest lucru îl face pe Till să se rupă și să-și consume propria inimă în timp ce Heilstätten este cuprins de un infern. Videoclipul se încheie cu îndepărtarea eliberată de clădire, în timp ce corul versiunii pentru pian se joacă în fundal, semnalizând videoclipul 
versiunii pentru pian ca postfață.

## Piesa Muzicală În Mai Multe Versiuni
CD-Maxi
„Mein Herz brennt (Versiunea pentru pian)” („Inima mea arde”) - 4:31
„Gib mir deine Augen” („Dă-mi ochii tăi”) - 3:44
„Mein Herz brennt (Video Edit)” („Inima mea arde”) - 4:18
„Mein Herz brennt (Boys Noize RMX) („ Inima mea arde ”) - 5:00
„Mein Herz brennt (Instrument instrumental pentru pian)” („Inima mea arde”) - 4:31
Ediție exclusivă iTunes
„Mein Herz brennt (Versiunea pentru pian)” („Inima mea arde”) - 4:31
„Gib mir deine Augen” („Dă-mi ochii tăi”) - 3:44
„Mein Herz brennt (Video Edit)” („Inima mea arde”) - 4:18
„Mein Herz brennt (Boys Noize RMX)” („Inima mea arde”) - 5:00
„Mein Herz brennt (Instrument instrumental pentru pian)” („Inima mea arde”) - 4:31
"Mein Herz brennt (Turntablerocker RMX)" ("Inima mea arde") - 5:23
Vinil de 7 "
„Mein Herz brennt (Versiunea pentru pian)” („Inima mea arde”) - 4:31
„Gib mir deine Augen” („Dă-mi ochii tăi”) - 3:44

### Lansate:
- 7 Decembrie 2012 – Germania,, Austria, Finlanda,Suedia, iTunes (international)
- 10 December 2012 – Franța, UK
- 11 December 2012 – Spania, SUA, CanadA

### Clasamente
| Locuri 2021             | Poziție |
| ----------------------- | ------- |
| German Singles Chart    | 7       |
| Hungary (Single Top 40) | 7       |